# Melini
Melini (griechisch Μελίνη) ist ein Ort im Bezirk Larnaka in Zypern. Bei der letzten amtlichen Volkszählung im Jahr 2021 hatte der Ort 88 Einwohner.

## Lage

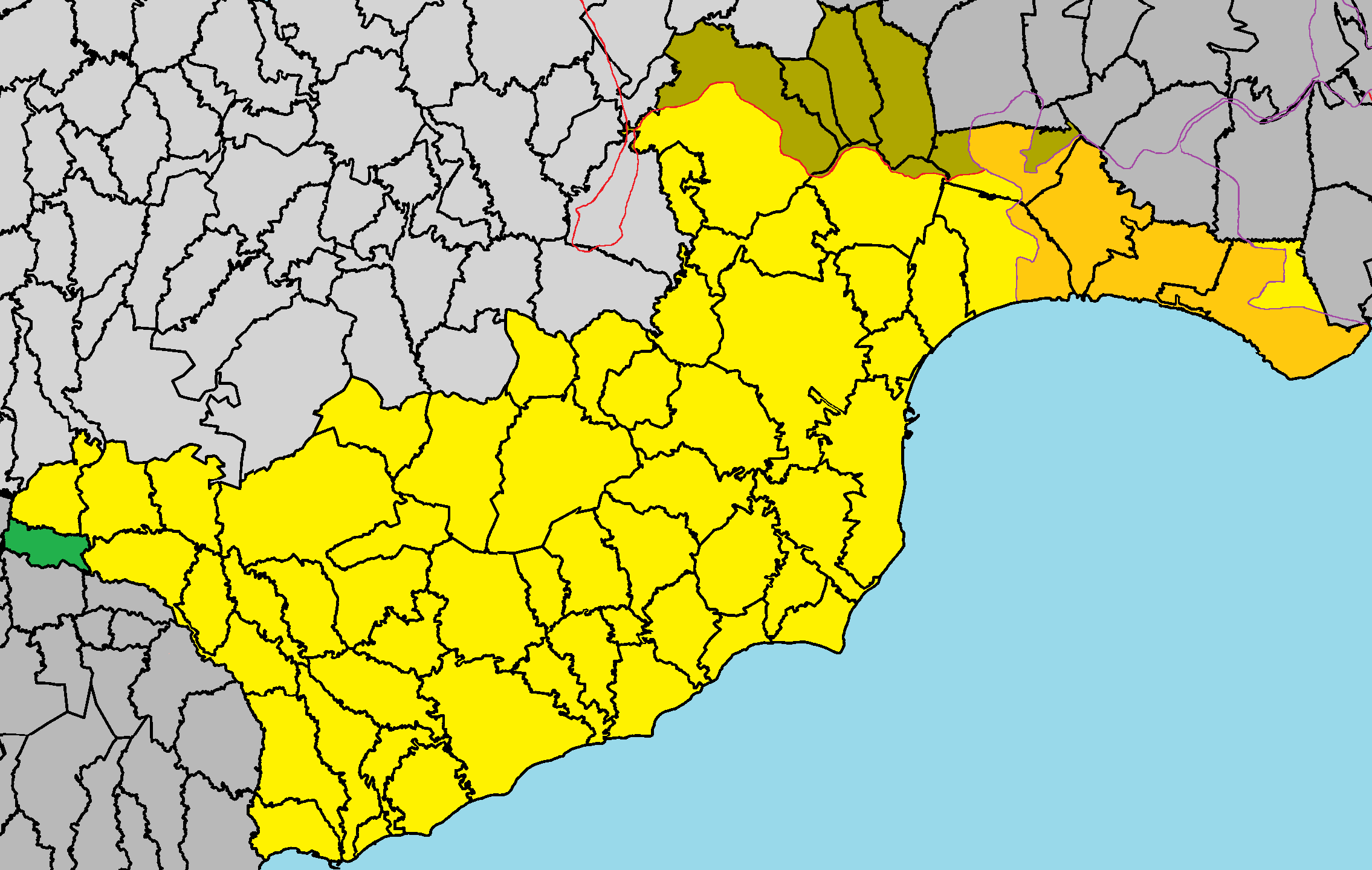
Lage der Gemeinde im Bezirk Larnaka

Melini liegt in der südöstlichen Mitte der Insel Zypern auf rund 600 Metern Höhe, etwa 37 km südwestlich der Hauptstadt Nikosia, 41 km westlich von Larnaka und 20 km nordöstlich von Limassol.
Der Ort befindet sich knapp 17 km vom Mittelmeer entfernt ganz im Westen des Bezirks Larnaka an der Grenze zum Bezirk Limassol und zum Bezirk Nikosia im Troodos-Gebirge. Er ist über kurvenreiche Straßen von Süden und Osten zu erreichen. 
Orte in der Umgebung sind Odou im Norden, Agioi Vavatsinias und Ora im Osten, im Bezirk Limassol Akapnou im Südosten, Eptagonia im Süden, Arakapas im Südwesten sowie Sykopetra im Westen.